# Tom Jackson
Thomas Louie Jackson, detto Tom (Cleveland, 4 aprile 1951), è un ex giocatore di football americano statunitense che ha giocato nel ruolo di linebacker per tutta la carriera con i Denver Broncos della National Football League (NFL). Fu scelto nel corso del quarto giro (88º assoluto) del Draft NFL 1973 dai Broncos. Al college giocò a football all'Università di Louisville. Attualmente lavora come analista televisivo per ESPN.

## Carriera professionistica
Tom Jackson fu scelto Denver Broncos nel corso del quarto giro del Draft 1973. Disputò tutti i suoi 14 anni di carriera a Denver dove fu convocato tre volte per il Pro Bowl e inserito quattro volte nella formazione ideale della stagione All-Pro. Coi Broncos raggiunse il Super Bowl XII e il Super Bowl XX, persi rispettivamente contro Dallas Cowboys e New York Giants. Jackson è uno dei soli quattro giocatori ad aver disputato entrambi quei Super Bowl, disputati a nove anni di distanza l'uno dall'altro. Jackson terminò la sua carriera con 20 intercetti, ritornati per 340 yard e 3 touchdown, oltre a 8 fumble recuperati, ritornati per 104 yard. Inoltre mise a segno 13 sack (con un primato stagionale di 5,5) attaccando i quarterback avversari sul lato debole. Assieme al compagno Randy Gradishar, Jackson guidò la celebre difesa dei Broncos soprannominata "Orange Crush", che fu per anni tra le migliori della lega. Jackson è terzo, dietro ai soli Jason Elam e John Elway, per gare disputate in carriera coi Denver Broncos.

## Vittorie e premi

### Franchigia
- American Football Conference Championship: 2

Denver Broncos: 1977, 1986

### Individuale
- Convocazioni al Pro Bowl: 3

1977, 1978, 1979
- All-Pro: 4

1977, 1978, 1979, 1984
- Formazione ideale del 50º anniversario dei Denver Broncos

## Statistiche
| Sack       | 13 |
| Intercetti | 20 |